# 黒田節

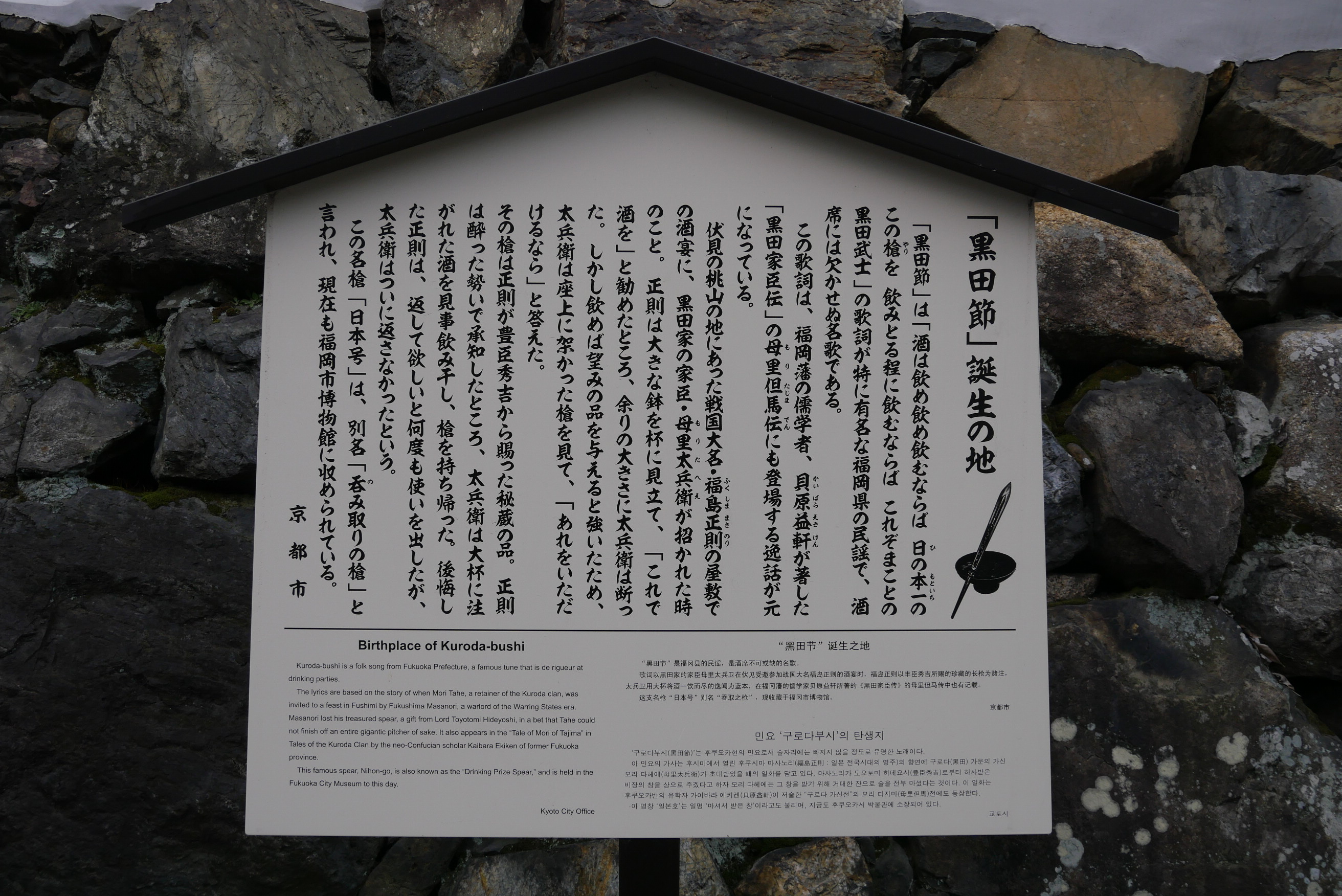
御香宮神社前にある黒田節誕生の地の立札（京都市伏見区御香宮門前町）

黒田節（くろだぶし）は、福岡県福岡市の民謡。「〽酒は呑め呑め 呑むならば 日本一（ひのもといち）の この槍を 呑み取るほどに 呑むならば これぞ真の 黒田武士」の歌詞で有名。酒宴などでよく謡われる定番の唄である。なお、初期にレコード販売された頃は「黒田武士」と表記された。

## 民謡「黒田節」
筑前今様と呼ばれた福岡藩の武士たちに歌われていたものが日本全国に広まったもので、雅楽の越天楽のメロディーにさまざまな歌詞を当てはめて歌う越天楽今様が元になっている。
ある日、黒田長政は酒好きの福島正則のもとに家臣の母里友信を使いに出した。友信もまた酒豪であったため、長政は酒の上での間違いを恐れ、杯を勧められても飲むことを禁ずる。しかし、行ってみると案の定酔っ払っていた正則は、よい飲み相手が来たとばかり酒を勧めてきた。固辞する友信に正則は「黒田の者は、これしきの酒も飲めぬのか」と執拗に酒を強い、巨大な盃を出して「これを飲み干せば、何でも褒美を取らす」と言ったため、心を決めた友信はその杯を見事に飲み干し、褒美に正則が豊臣秀吉から下賜された自慢の槍の日本号を貰い受けた。翌日、酔いがさめて青くなった福島正則は、使いをやって槍を返してくれるよう頼んだが友信はこれを断り、のちの朝鮮出兵に日本号を持参して武功をあげた。
歌詞の内容はこの逸話に基づいている。NHK大河ドラマ『軍師官兵衛』第44回（2014年11月2日放送）でもこの逸話を基にしたシーンがみられる。
新たに付け加えられた歌詞には、幕末の福岡藩の家老で一次長州征伐解兵に奔走した加藤司書の今様「皇御國（すめらみくに）の武士（もののふ）は～」が入る場合がある。
昭和初期に市丸、小唄勝太郎、藤本二三吉と並び称された人気芸者歌手である赤坂小梅によってレコード化され、1942年（昭和17年）5月20日にコロムビアレコードから発売され有名になった。当初は「黒田武士」の題で吹き込み、第二次世界大戦中であったため歌詞は戦意高揚の内容であった。戦後の1950年（昭和25年）5月20日に歌詞を一部変更し「黒田節」の題として再発売された。彼女の十八番であり、「黒田節の小梅か、小梅の黒田節か」と言われたものである。
典型的な七五調のための曲であり、テレビドラマ『水戸黄門』の主題歌『ああ人生に涙あり』や『炭坑節』『どんぐりころころ』『月の砂漠』などの旋律とぴったり一致する歌詞である。
平尾昌晃（「平尾昌章」名義）がシングル『好きなんだ!』のカップリングで、シャ乱Qがシングル『ズルい女』のカップリングでそれぞれカバーしている。
2014年、黒田節の逸話発祥の地、京都伏見、御香宮神社の門前に、地元伏見の有志により、「黒田節誕生の地」の立て札が設置された。

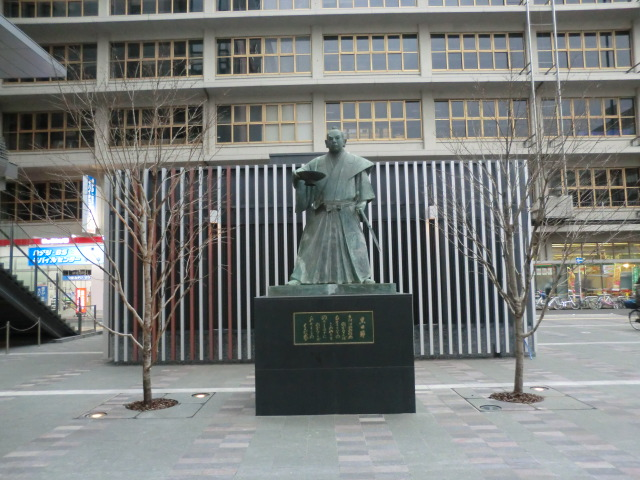
博多駅前の「黒田節の像」

地元福岡の大名であった黒田孝高・黒田長政親子の銅像はないが、その家臣の母里友信の銅像は博多駅前と光雲神社にあり、博多人形の題材としても多く用いられる。

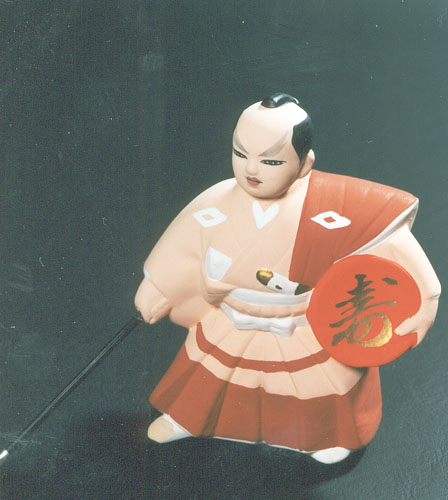
博多人形

なお、郵便記念切手ふるさとシリーズ（木原信作）に採用されたこともある。

## 歌詞
一節
酒は呑め呑め呑むならば 日の本一のこの槍を 呑みとるほどに呑むならば これぞまことの黒田武士（くろだぶし）
（高井知定作の今様が転じたとされる）
二節
峰のあらしか松風か 訪ぬる人の琴の音か 駒をひきとめ立よれば 爪音たかき想夫恋 （そうぶれん）
（二川相近作）
三節
春の弥生のあけぼのに 四方の山辺を見わたせば 花のさかりも白雲の かからぬ峰こそなかりけれ 
四節
花橘も匂うなり 軒の菖蒲も香るなり 夕暮れまえのさみだれに 山ホトトギス名のりして

その他
花より明くる三芳野の 春の曙見わたせば 唐国（もろこし）人も高麗（こま）人も 大和心になりぬべし
（二川相近作）
こまのわたりの瓜作り うりを人にとらせじと もる夜あまたになりぬれば瓜を枕に眠りけり
（二川相近作）
古き都に来て見れば 浅茅ヶ原（あさじがはら）とぞなりにける 月の光は隈なくて 秋風のみぞ身には沁む
（平家物語）
皇御国（すめらみくに）の武士（もののふ）は いかなる事をか勤むべき ただ身に持てる真心を 君と親とに尽くすまで
（加藤司書作）
夜須の朝日の弥四郎は 親に孝行尽くしつつ 牛馬に鞭をあてざれば 寿持の田は作りどり
（黒田斉清作）
額（ひたい）にいたでおはばおえ 背（そびら）は見せじ君の為 向う野山の露（つゆ）よりも 命は軽（かろ）し名は重し
（不詳）
昔を偲ぶ琴の音か 知られぬ人の命なれ 月影あわく雁悲し 七百年の瑳珴（さが）の秋
（不詳）
須磨の浦わの朝風に 君はふかれて消え果てぬ 残る青葉の笛のみは 恨みを千代に引けとてや
（不詳）
古き習いに泥（なず）むなよ 新しきとて荒（すさ）むなよ 荒み過ごして 外つ国（とつくに）の 人の笑いを招くなよ
（末永茂世作）
ひと屋の内の長閑（のど）けさは 千年（ちとせ）の春の心地せり ここは如何（いか）なる神の世か 命も更に伸びねべし
（平野国臣作）

## 婚礼の際の黒田節
婚礼の際は下記のような歌詞で歌われる。

君の晴着の御姿（おすがた）を 寿祝う亀と鶴 松竹梅の慶びを 幾千代までも祈るらん

かたき契（ちぎり）は変わらじと 三三九度の盃は 枝も栄えて相生（あいおい）の 八千代寿（ことほ）ぐ松の色
君の晴着の御姿に 戯れ遊ぶ鶴と亀 今日の良き日は君が為 寿（ことほ）ぎ祝うて目出度けれ

## 収録作品
- 石原詢子 - アルバム『詢風 ～吟詠の世界～』(2018年)
- 舟木一夫 - アルバム『レア・セレクション Vol.2』(2023年)